# Bucanero

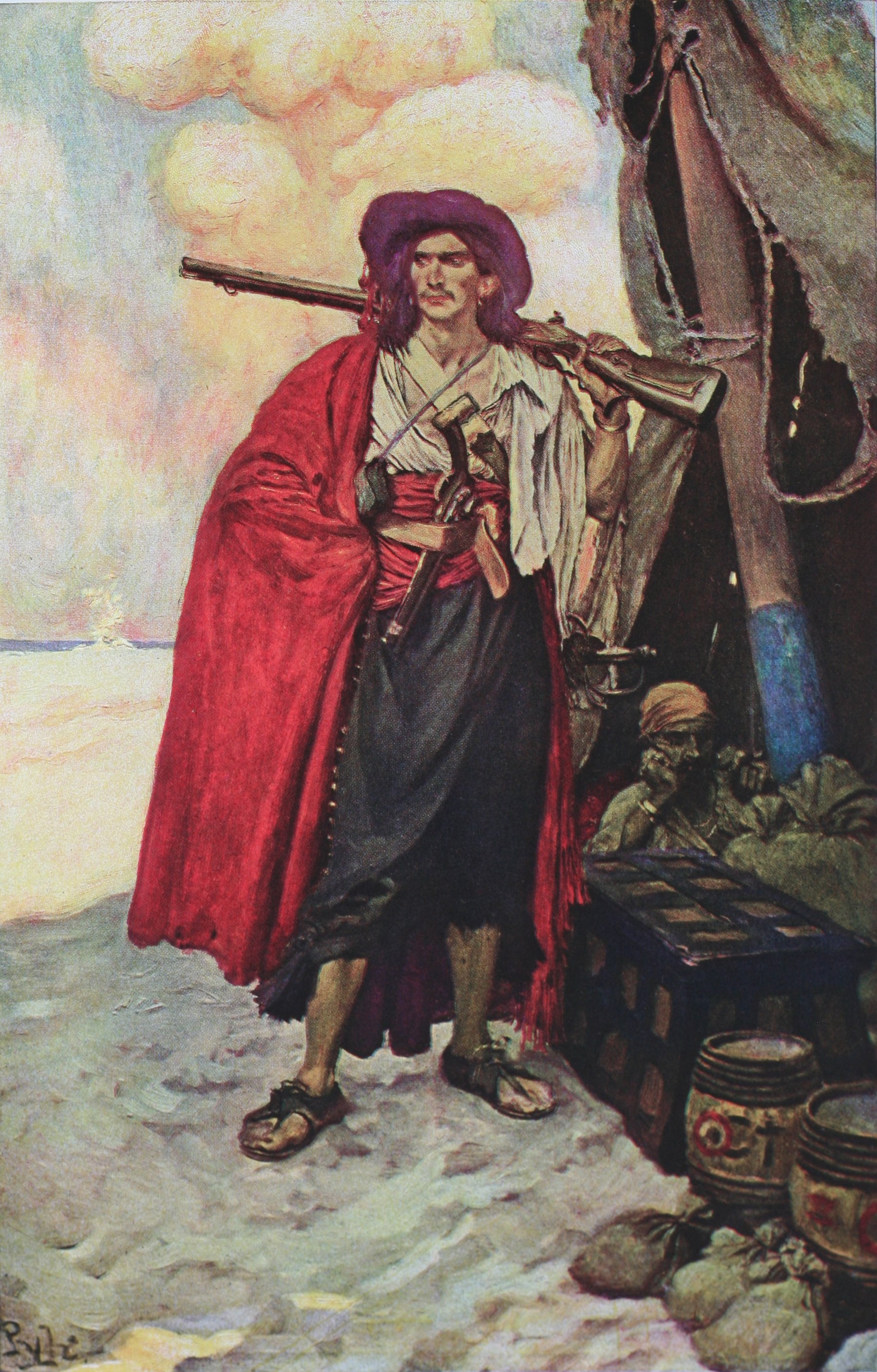
«Bucanero del Caribe», de la obra de Howard Pyle, Libro de Piratas.

Un bucanero  era originariamente un habitante de la parte occidental de la isla de La Española, actual República Dominicana y Haití, que se dedicaba a cazar vacas y cerdos salvajes para ahumar la carne y venderla a los navíos que navegaban por las aguas del mar Caribe. El término proviene de bucán, palabra de origen caribeño que hacía alusión a la carne ahumada y al mismo proceso de ahumado de la carne. Cuando fueron expulsados de la isla por los españoles a mediados del siglo XVII se dedicaron más intensamente a la piratería y adquirió fama el nombre de bucanero.
Durante el siglo XVI se establecieron en la parte occidental de la isla, que había sido deshabitada por los españoles buscando acabar con el contrabando que se realizaba en esa área. Aventureros europeos, particularmente franceses, en su mayoría procedentes de Normandía, se dedicaron a preparar la piel de los animales cazados para venderla a los europeos de paso.
Cuando las autoridades españolas invadieron la isla por no pagar impuestos a España, exterminaron a los animales en que se basaba el comercio de los bucaneros, y las autoridades francesas, que gobernaban la isla de la Tortuga, dictaron leyes en su contra. Muchos de ellos se establecieron en la Tortuga sumándose a los filibusteros, para dedicarse a la piratería, sobre todo contra los españoles.
A lo largo de los siglos XVII y XVIII el término, alternado con el de filibustero, pasó a ser sinónimo de pirata. Sin embargo, mientras los piratas solían limitar sus actividades al mar, los bucaneros no desdeñaban las actividades en tierra firme ni dedicarse al pillaje.

## Historia

### Abandono de la parte occidental de La Española
El monopolio del comercio que imponía España a sus dominios hacía que los productos manufacturados que necesitaban o los suntuarios fueran más caros, pues el monopolio del comercio hacía que lo no producido en la península y fuera importado, tuviera que hacer primero el viaje a la península (y pagar impuestos), y luego el viaje a América (y pagar impuestos). Otras razones de la debilidad manufacturera era el atraso en que se había quedado la sociedad española en donde había semicolapsado la clase burguesa  basada en el comercio y la manufactura de productos, con una enorme carga impositiva y con una grave crisis desde 1575, mientras que despegaba imparable en otras partes de Europa. España estaba inmersa en las guerras europeas en defensa de sus territorios e intereses y la mayor parte de las riquezas que venían de América iban a parar a los comerciantes que suministraban los productos para mantener los inmensos ejércitos que Felipe II tenía guerreando por todo el Viejo Continente (especialmente en Europa). Ese dinero fue creando una sociedad rica, que comerciaba y producía en otros países europeos como Holanda  e Inglaterra.
El precio de las mercancías en la colonias empujaba a sus habitantes a no hacer ascos a la violación que suponía el adquirirlos fuera del monopolio del comercio español que estaba representado por la Casa de Contratación. A la vez que los precios de los mismos se elevaban enormemente hasta llegar al punto que tenían que cambiar cosas de extremo valor. Esta situación era propicia para que barcos cargados de productos manufacturados se acercaran a las costas americanas. En aquel tiempo las más habitadas eran las de la isla de La Española, donde estaba la capital de las nuevas tierras descubiertas y la autoridad representada por la Audiencia de Santo Domingo, y vendieran los mismos a buen precio, a la vez que compraban los productos tropicales que se producían, como el azúcar, y los cueros que se precisaban en el Viejo Continente.
Cuando un barco cargado de productos manufacturados se acercaba a las costas de la Española, en especial a la costa de su parte occidental, corría la voz por todos los poblados y rápidamente acudían sus habitantes, cargados con sus mercancías, a realizar los trueques con los del barco.
Los cueros eran los productos más solicitados por los contrabandistas. El contrabando llegó a tal extremo que existían almacenes en puntos estratégicos, cerca de la costa, para los productos de intercambio. Hacia finales del siglo XVI el comercio al margen del monopolio legal era ejercido por holandeses, ingleses y franceses. Mientras que en Europa los católicos españoles estaban en guerra contra los protestantes, en tierras americanas los españoles tenían relaciones comerciales con ellos. A tal punto llegó el contrabando que en 1600 se recogieron más de trescientas Biblias luteranas entre los habitantes del oeste de la isla.
El episodio de las Biblias luteranas fue el que provocó la reacción del ultracatólico gobierno de la metrópoli española. Felipe III tomó la determinación, para acabar con el contrabando, de que se abandonara aquella parte de la isla. Aunque los holandeses, que tenían un cuantioso comercio con los habitantes de esa parte de la isla, prometieron prestar respaldo a las negativas de evacuación, y en muchos puntos sus habitantes se rebelaron a la orden de desalojar la tierra, estos no recibieron ayuda alguna de Holanda, y al final la parte occidental de la isla La Española  fue abandonada por sus habitantes. Hacia el año 1606 un tercio de la isla estaba desierto. Mucho ganado quedó vagando por los campos y con el paso del tiempo la población del mismo aumentó desmedidamente.

### El abandono de San Cristóbal
En la isla de San Cristóbal (hoy conocida por su nombre anglificado: Saint Kitts), se habían asentado varios colonos franceses e ingleses. Después de varios años de convivencia, más o menos pacífica, entre los habitantes de las dos nacionalidades, en 1629 una expedición española al mando del almirante Fadrique de Toledo atacó la isla de San Cristóbal, desalojando a los colonos. Los franceses lograron huir en varios barcos y, después de pasar por varias islas vecinas, llegaron a la parte despoblada de La Española, en donde encontraron, además de unas buenas tierras de labranza, un gran número de animales sin dueño y en estado salvaje. Este encuentro y asentamiento dio nacimiento de la sociedad bucanera y filibustera.

### Los bucaneros
Una parte de los llegados de San Cristóbal se dedicaron a la agricultura, los llamados «habitantes» mientras que otra parte de ellos se dedicaron a la caza de los animales que vagaban por los campos de la isla, esos son los bucaneros.
Los bucaneros cazaban las reses y ahumaban su carne que vendían junto con el cuero obtenido a todo aquel que los quisiera comprar. No tenían ningún código ni ley escrita (como sí tenían los filibusteros) solo se regían por los hábitos o costumbres. Entre los bucaneros no había esclavos, aunque se instituyó la figura del «comprometido» que era una persona que se había "vendido" por un tiempo determinado, normalmente 3 años a uno de los bucaneros. Lo normal era tener un comprometido que ayudara al bucanero a trabajar. El comprometido vivía en un régimen de semiesclavitud, parecido al de los indios en las encomiendas. Vivían sin leyes ni autoridad.
La plaza de comercio de los bucaneros era la isla de la Tortuga, situada a 2 leguas de la costa de La Española  con un puerto natural muy fácil de defender y una costa difícil de conquistar. La Tortuga también fue la plaza fuerte de aquellos que se dedicaron a la piratería, es decir de los filibusteros. En ella coincidían las dos sociedades, y cuando la de los bucaneros desapareció se estableció, con más fuerza, la de los piratas.
La Tortuga sufrió varios ataques y conquistas por parte de las tropas españolas ubicadas en la parte oriental de La Española, pero sus habitantes, en su mayoría franceses siguieron residiendo en ella y en lo que ellos llamaban «Tierra Grande», los terrenos de la isla La Española.
Francia designó al capitán Le Vasseur  como gobernador de la Tortuga. Este fomentó el filibusterismos que le permitía vivir en un lujo deslumbrante, no en vano recibía una parte de lo que entraba en la isla. En 1653 el gobernador Le Vasseur fue asesinado por uno de sus hijos adoptivos y se nombró gobernador de Fontenay. Poco después, en enero de 1654, la isla fue recuperada por los españoles que después de dejar una guarnición, en la misma, la retiraron dejándola libre de nuevo. Enseguida fue conquistada por los franceses que, después de varios episodios de ataques y permisos con Inglaterra, consiguieron poner a Du Rausset como gobernador de la isla.
Du Rausset coqueteó con los ingleses para ganarse su confianza y ese coqueteo llevó al gobierno de Francia a detenerle y encarcelarle. Du Rausset vendió los derechos sobre la Tortuga a la compañía estatal francesa «Compañía Francesa de las Indias Occidentales», esto fue el 15 de noviembre de 1665. El gobierno de la isla fue encargado a Bertrand de Ogerón que marcaría el fin de la sociedad de los bucaneros.

### Declive y final de los bucaneros
Bertrand de Ogerón se marcó como objetivo ampliar el control francés al territorio de la isla de La Española, a Tierra Grande. La sociedad de los bucaneros no reconocía autoridad alguna por lo cual era un obstáculo para los planes del gobernado de Tortuga. La toma de poder de Ogerón fue el 6 de junio de 1665 el día 20 del mismo mes comunicaba a Francia que; 

(los bucaneros) viven como salvajes, sin reconocer a nadie y sin aceptar jefes entre sí, haciendo mil fechorías

Esta información que achacaba a los buacaneros mil fechorías estaba destinada al desprestigio de los mismos. En la misma comunicación le pedía al rey francés, Luis XIV que expulsara de la isla de La Española a todos lo bucaneros y que prohibiera cualquier comercio con ellos. En el escrito dejaba clara la intención que esos habitantes pasaran a integrar la población de la Tortuga y por ende, el número de filibusteros.
Las órdenes de evacuación de los bucaneros cayeron en saco roto. En 1670 hay noticias de que se mantenía el comercio con los bucaneros y los "habitantes" (campesinos) con barcos holandeses y que hubo rebeliones de los bucaneros contra la autoridad de la Tortuga.
Los impedimentos puestos desde la Tortuga junto al agotamiento de los animales que cazaban, debido a dos causas principales, una la propia sobrecaza de los bucaneros y la otra la organización por parte de los españoles de las llamadas cincuentenas, grupos de cincuenta hombres a caballo armados de lanzas dedicado a matar el ganado errante de la isla con la finalidad de la expulsión de los franceses, que aparte de los bucaneros iban, poco a poco, colonizando la parte abandonada por los españoles de la isla. Esta parte sería más tarde Haití.